# Mendez Village
Mendez Village es una villa de Trinidad y Tobago, que forma parte de la región de Penal-Debe.

## Geografía
La villa abarca parte de la isla Trinidad y limita al norte y oeste con Siparia (localidad perteneciente a la región de Siparia) y Syne Village, al sur con Penal Quinam Beach Road y al este con Charlo Village y Scott Road Village.

## Demografía
Datos demográficos de la villa de Mendez Village:
| Gráfica de evolución demográfica de Mendez Village entre 2000 y 2011 |
|                                                                      |